# Mário Sérvio Honorato

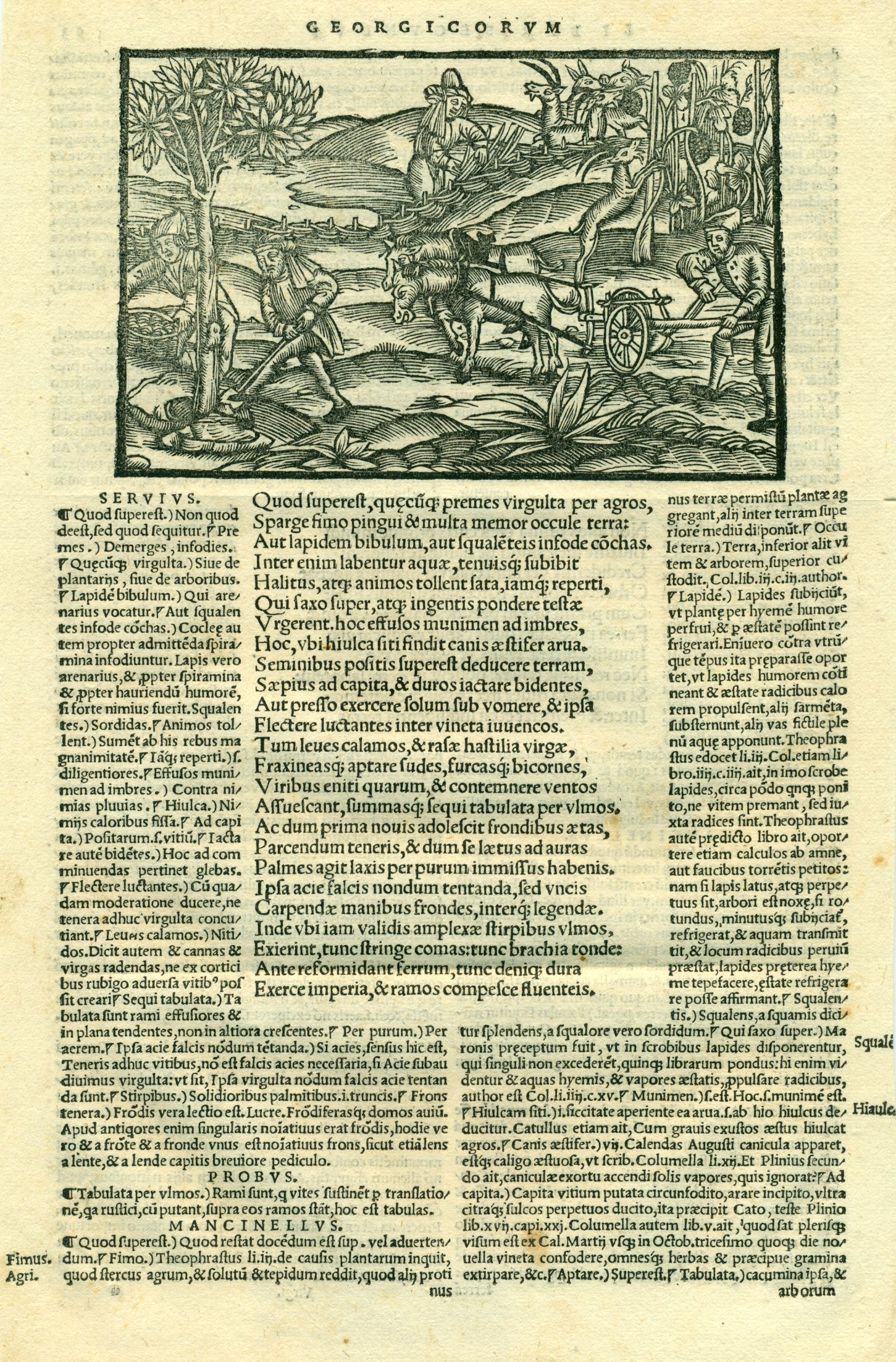
Uma edição do século XVI de Virgílio com o comentário de Sérvio impresso à esquerda do texto

Mário Sérvio Honorato ou Mauro Sérvio Honorato, mais conhecido como Sérvio em latim: Servius), era um gramático pagão do final do século IV, com a fama em sua época de ser o homem mais instruído de sua geração na Itália. Foi autor de um livro de comentários sobre Virgílio, In tria Virgilii Opera Expositio, o primeiro manuscrito impresso em Florença, por Bernardo Cennini, em 1471.
Aparece como um dos interlocutores nas Saturnais de Macróbio. Alusões feitas nesta obra e uma carta de Quinto Aurélio Símaco a Sérvio mostram que ele era pagão.
O comentário sobre Virgílio chegou até a época atual em duas tradições manuscritas distintas. Na primeira forma (Servius minor), é um comentário relativamente curto, atribuído a Sérvio pelo cabeçalho dos manuscritos. Essa atribuição é confirmada por outras evidências internas.
Um segundo grupo de manuscritos (Servius auctus ou Servius Danielinus), todos procedentes dos séculos X e XI, incluem o mesmo texto num comentário bem mais amplo. As adições abundantes têm um estilo que contrasta com o original. Nenhum desses manuscritos traz o nome de Sérvio.
"As matérias acrescentadas são sem dúvida de uma época antiga, datadas de um período pouco afastado de Sérvio, e se baseiam em larga medida em obras de história e de antiguidades que hoje estão perdidas. O autor é anônimo e provavelmente cristão".
Um terceiro grupo de manuscritos, escritos em sua maioria na Itália, apresenta o texto central com escólios interpolados, que mostram que a Virgilii Opera Expositio era de uso contínuo.
O comentário de Sérvio Mauro Honorato é, na realidade, a única edição completa de um autor clássico escrita antes da queda do Império Romano do Ocidente. Segue em grande parte o princípio de uma edição moderna, baseando-se parcialmente numa ampla literatura crítica virgiliana, boa parte da qual só é conhecida por fragmentos e fatos conservados nesse comentário.
As anotações ao texto de Virgílio, embora raras vezes sejam autorizadas pelos manuscritos existentes, que remontam à época de Sérvio e até a um período anterior, oferecem informação valiosa sobre as antigas revisões do texto de Virgílio e críticas à sua obra.
Na interpretação gramatical da linguagem de seu autor, Sérvio não se eleva acima das sutilezas rígidas e confusas do seu tempo. E suas etimologias violam todas as leis da Fonética e da Semântica modernas em favor de digressões criativas.
Em especial, Sérvio merece reconhecimento por não ter incorrido no método alegórico de exposição dos textos, que prevalecia em sua época. Para o historiador e para quem estuda as coisas antigas, o valor duradouro de sua obra está na preservação de fatos da história, da religião, das antiguidades e da linguagem romanas que, sem ela, estariam perdidos. Boa parte da erudição de Varrão e de outros estudiosos antigos sobrevive em suas páginas.

## Obras
- Commentarii in Vergilii Aeneidos libros
- Commentarii in Vergilii Bucolica
- Commentarii in Vergilii Georgica
- Commentarius in artem Donati - Coletânea de notas gramaticais de Élio Donato[nota 2]
- De centum metris ad Albinum - Um tratado sobre as diversas métricas poéticas
- De finalibus ad Aquilinum - Um tratado sobre a métrica dos finais de versos
- De metris Horatii ad Fortunatianum - Um tratado sobre a métrica de Horácio
- Vita Vergilii